# Hydrangea macrophylla
L'ortensia (Hydrangea macrophylla (Thunb.) Ser.) è una pianta della famiglia delle Hydrangeaceae, originaria del Giappone.

## Storia
Questa specie fu importata in Europa nel XVII secolo dal botanico tedesco Engelbert Kaempfer e nominata nel XVIII secolo dallo svedese Carl Peter Thunberg. Nel 1788 l'inglese Sir Joseph Banks portò dalla Cina nei Kew Gardens di Inghilterra una Hydrangea, dalla quale le diverse specie migliorate nacquero e furono diffuse in Europa.

## Coltivazione
Hydrangea macrophylla necessita di un clima umido e un terreno ben drenato e acido. Rispettando questi requisiti la pianta può essere coltivata con successo. Il terreno deve essere ricco di sostanza organica e di nutrienti minerali (soprattutto micronutrienti), che sono meglio assorbiti con un pH acido che va da 4,5 a 6,5. Un innalzamento del pH sopra questo intervallo determina l'insolubilità del ferro con conseguente clorosi ferrica, ovvero ingiallimento del nuovo fogliame escluse le nervature che restano verde chiaro. Si preferisce l'uso di un terreno con torba, vulcanico o una miscela di questi due. Le ortensie non vegetano in terreni argillosi o anche calcarei poiché essi sono basici e causano la morte delle radici. Cresce bene invece in terreni vulcanici (sia granitici che effusivi), in quelli ricchi di humus e torbosi. L'acqua deve essere abbondante, ma non troppa, e soprattutto priva di sali. In luoghi con clima caldo l'ortensia va posizionata in un luogo fresco, ombreggiato e con correnti d'aria modeste onde evitare l'insorgenza di malattie fungine alle foglie. Caratteristica di H. macrophylla è l'infiorescenza che può assumere varie tonalità dal blu, al bianco, al rosa scuro. Le colorazioni sono indicatori della presenza di alcuni elementi nel terreno. Il colore blu è dato dalla presenza di ioni alluminio nel terreno che vengono assorbiti meglio con l'aumentare dell'acidità, altrimenti il colore rosa è dato dalla presenza di ioni calcio (o qualsiasi altro elemento ostacoli l'assorbimento di alluminio). Si tenga presente che il calcio però a lungo andare renderà basico il suolo e causerà problemi alla pianta. Difatti il cambio di colore delle infiorescenze deve essere operato mantenendo sempre un pH del terreno acido.

## Usi
Con un infuso delle foglie di una varietà di questa pianta, in Giappone si prepara un tè naturalmente dolce chiamato amacha.

## Galleria d'immagini

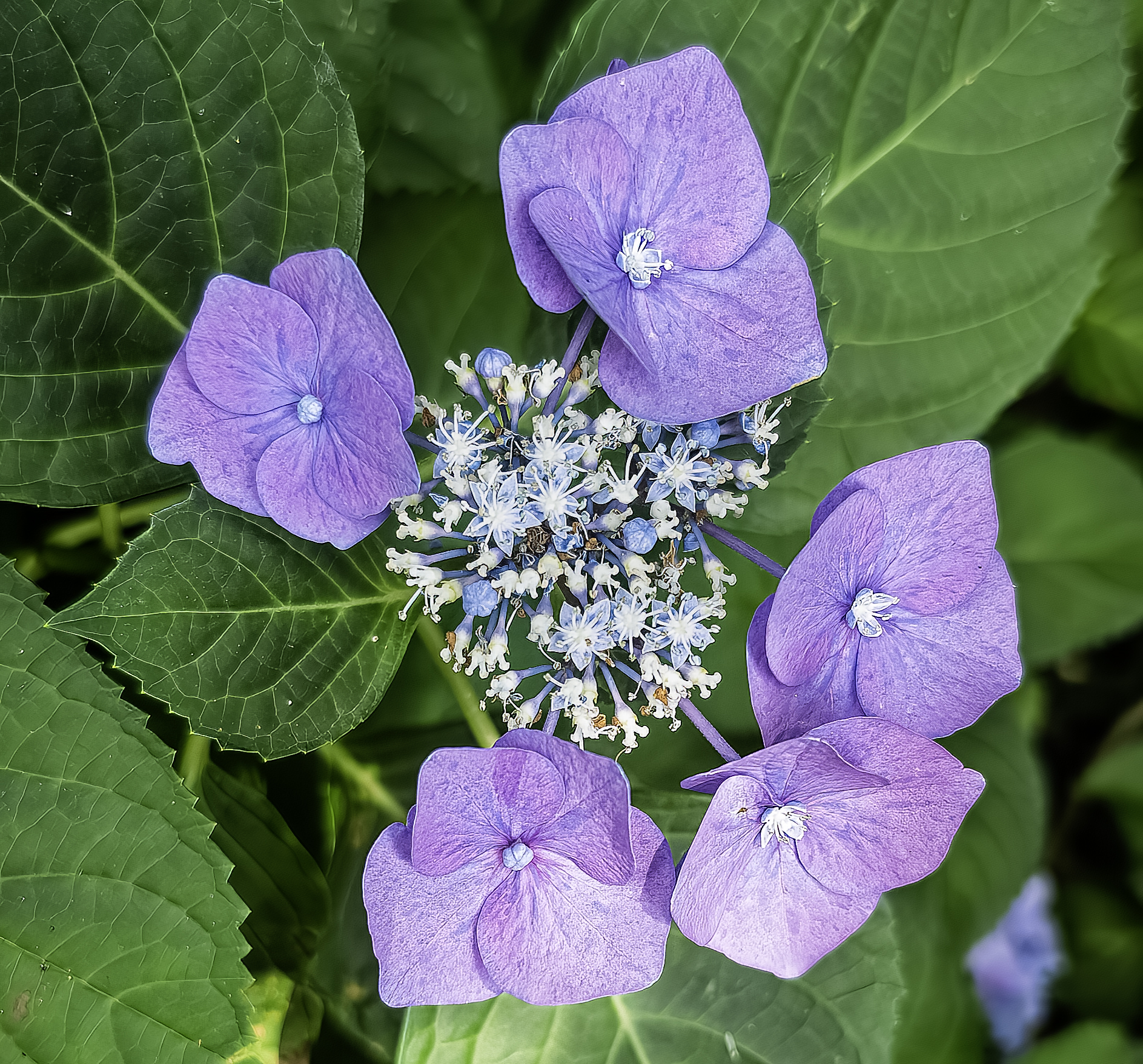
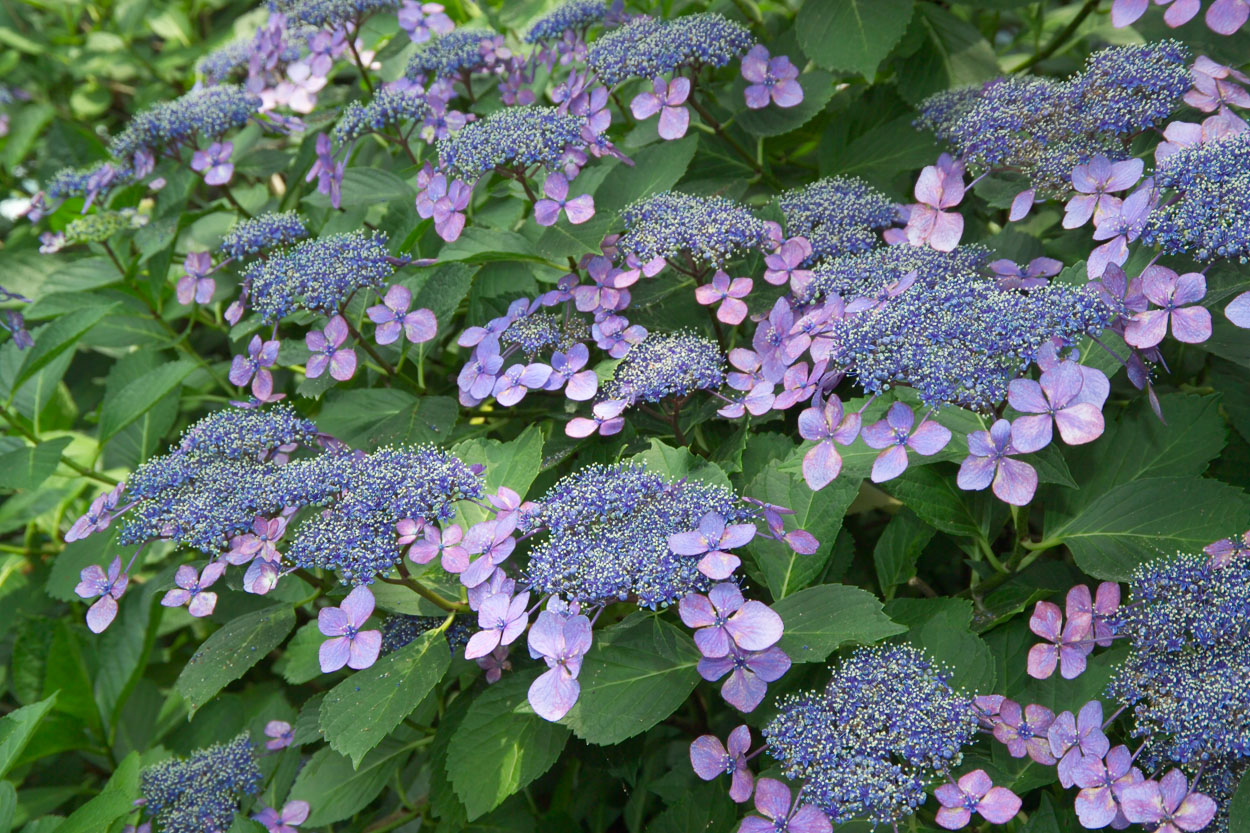
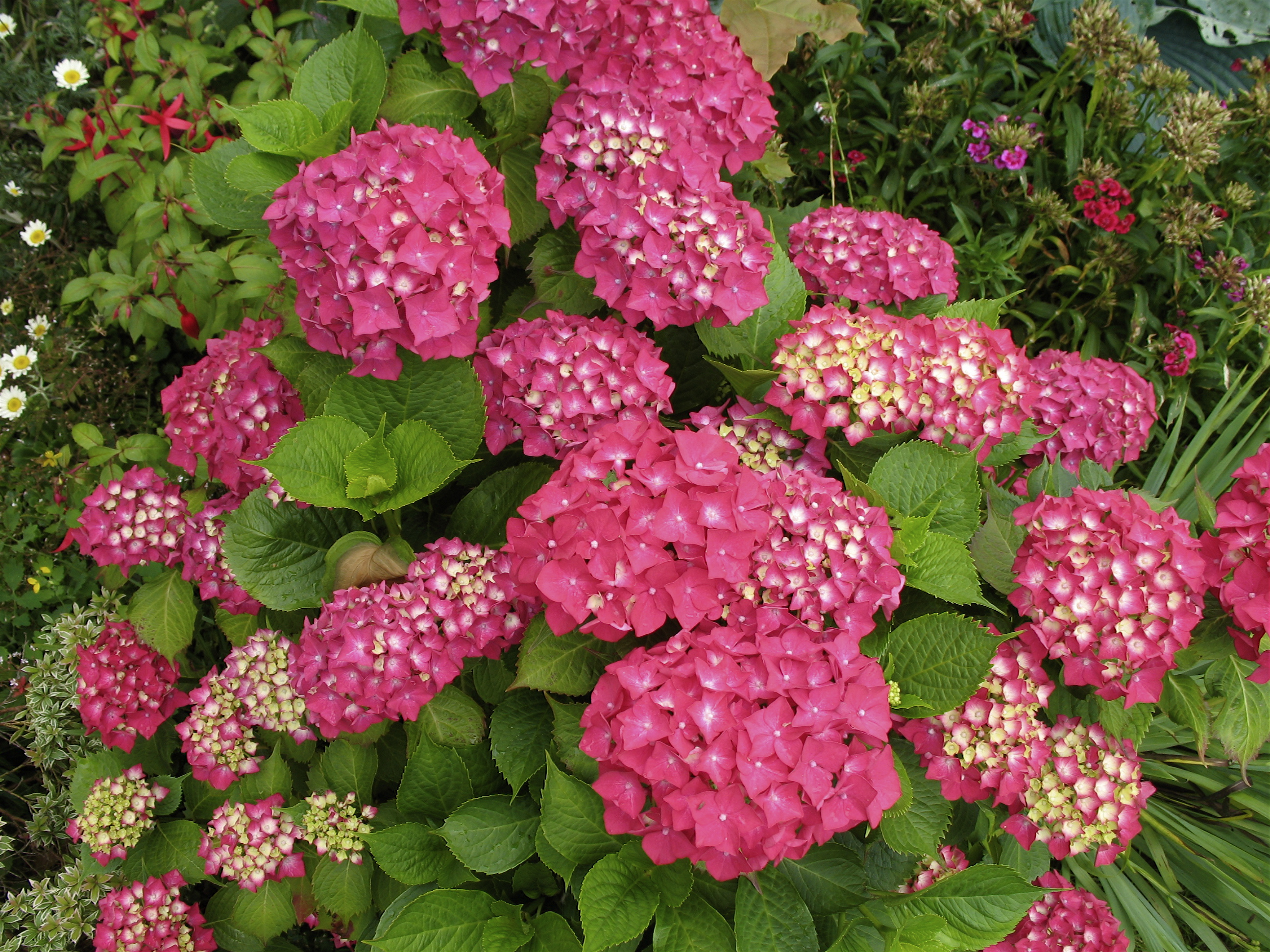
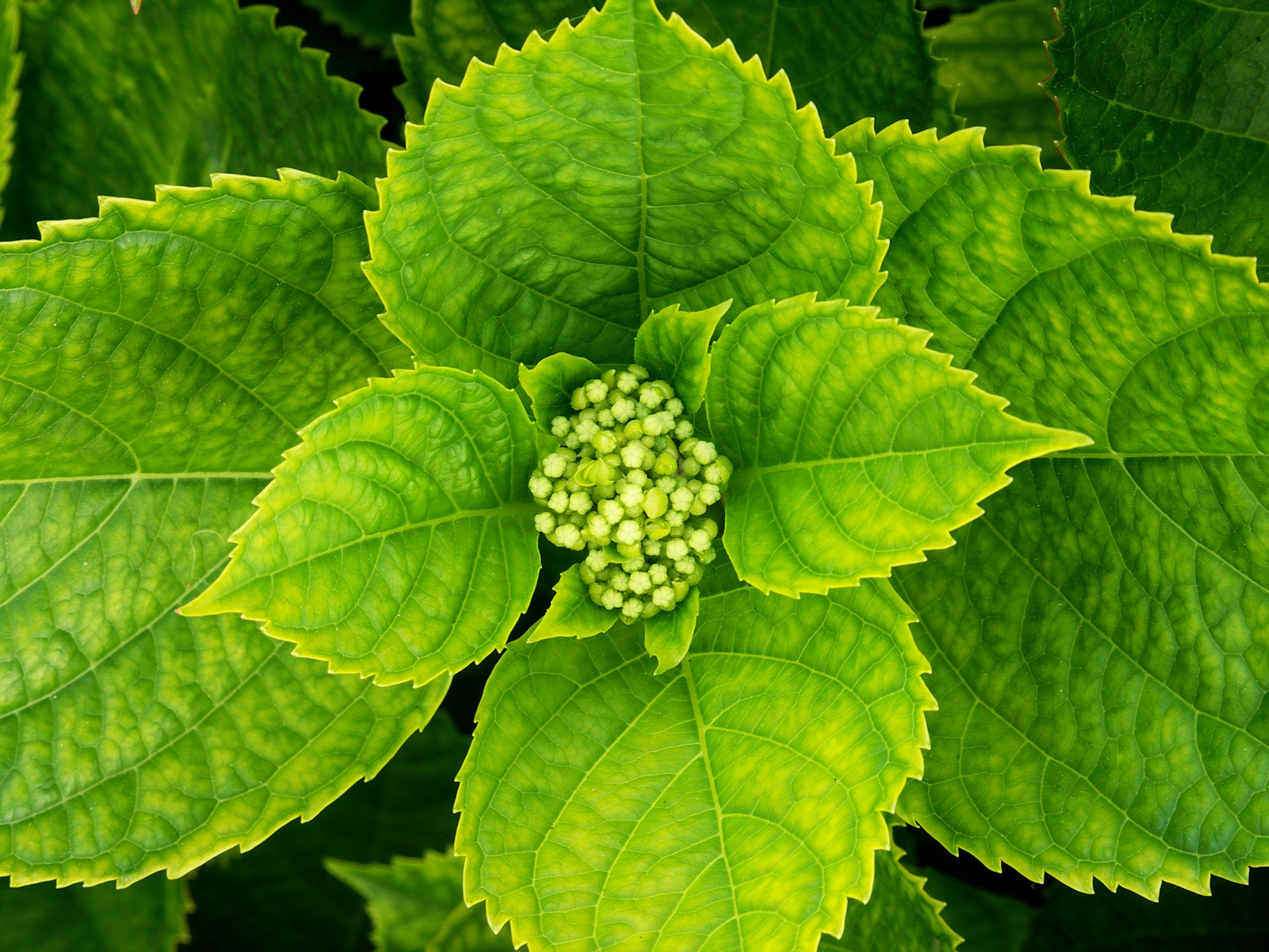
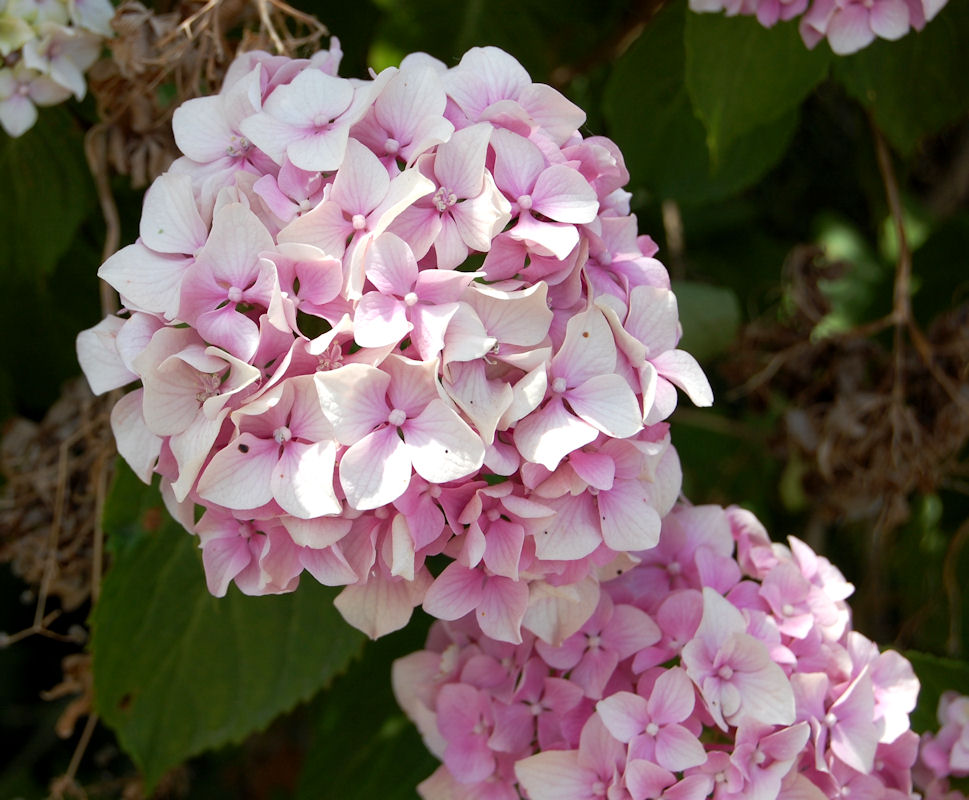